# Wilhelm Wach

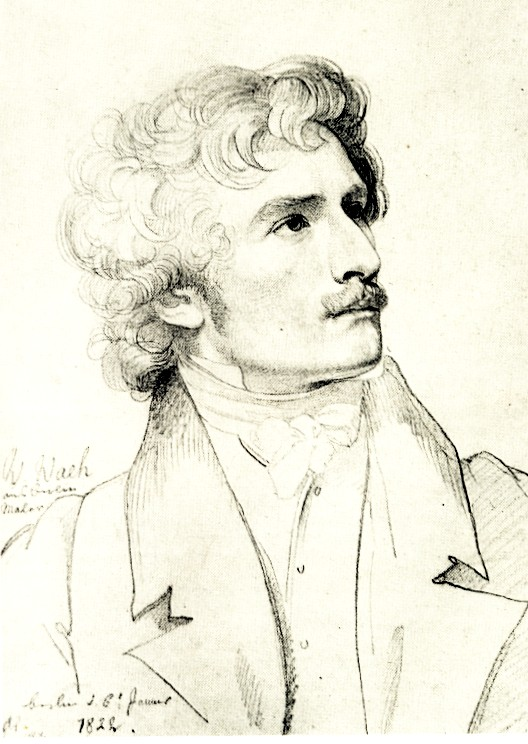
Carl Christian Vogel von Vogelstein – Karl Wilhelm Wach (1822)

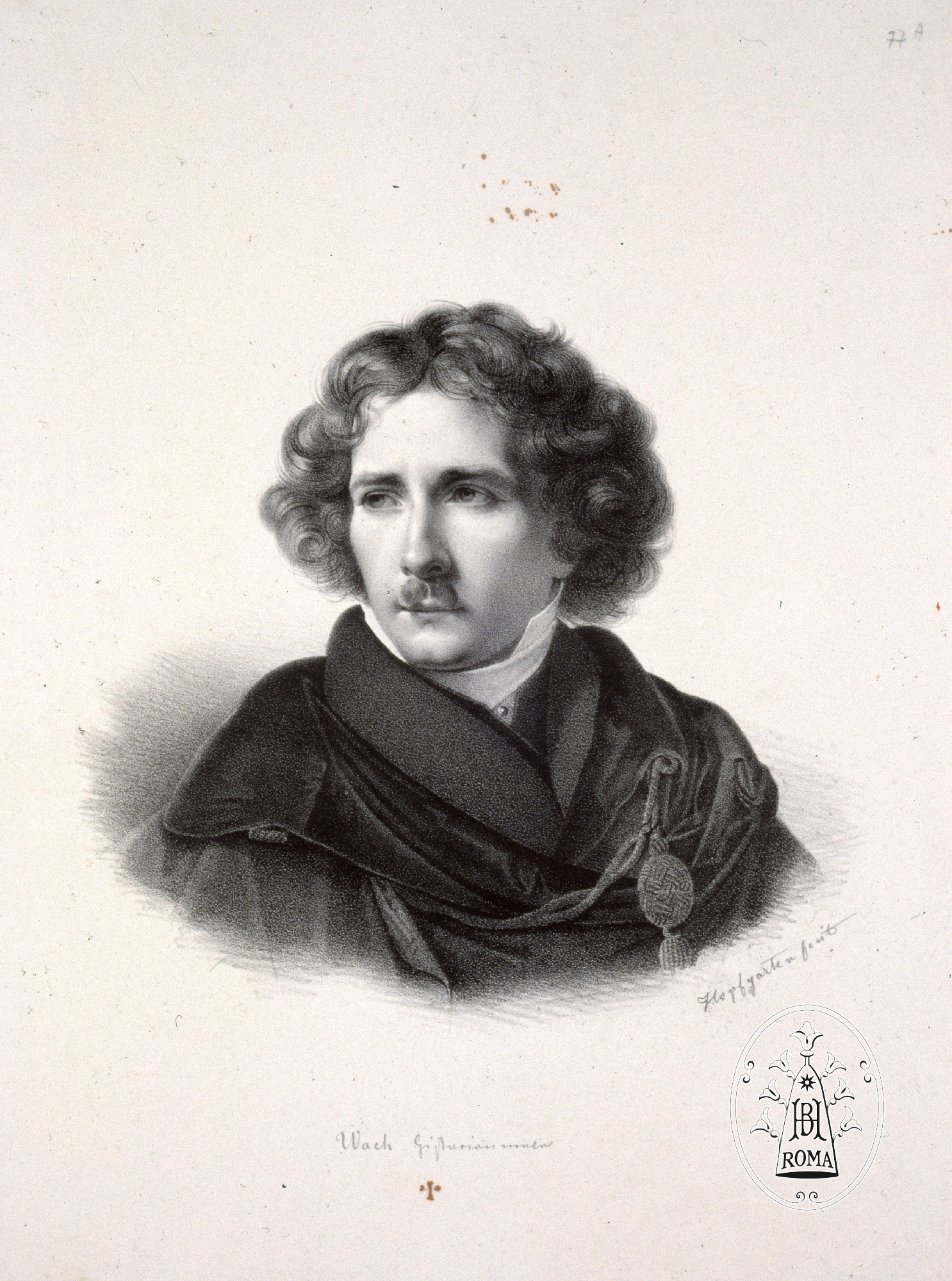
Karl Wilhelm Wach, gezeichnet von seinem Schüler August Ferdinand Hopfgarten, Rom um 1835

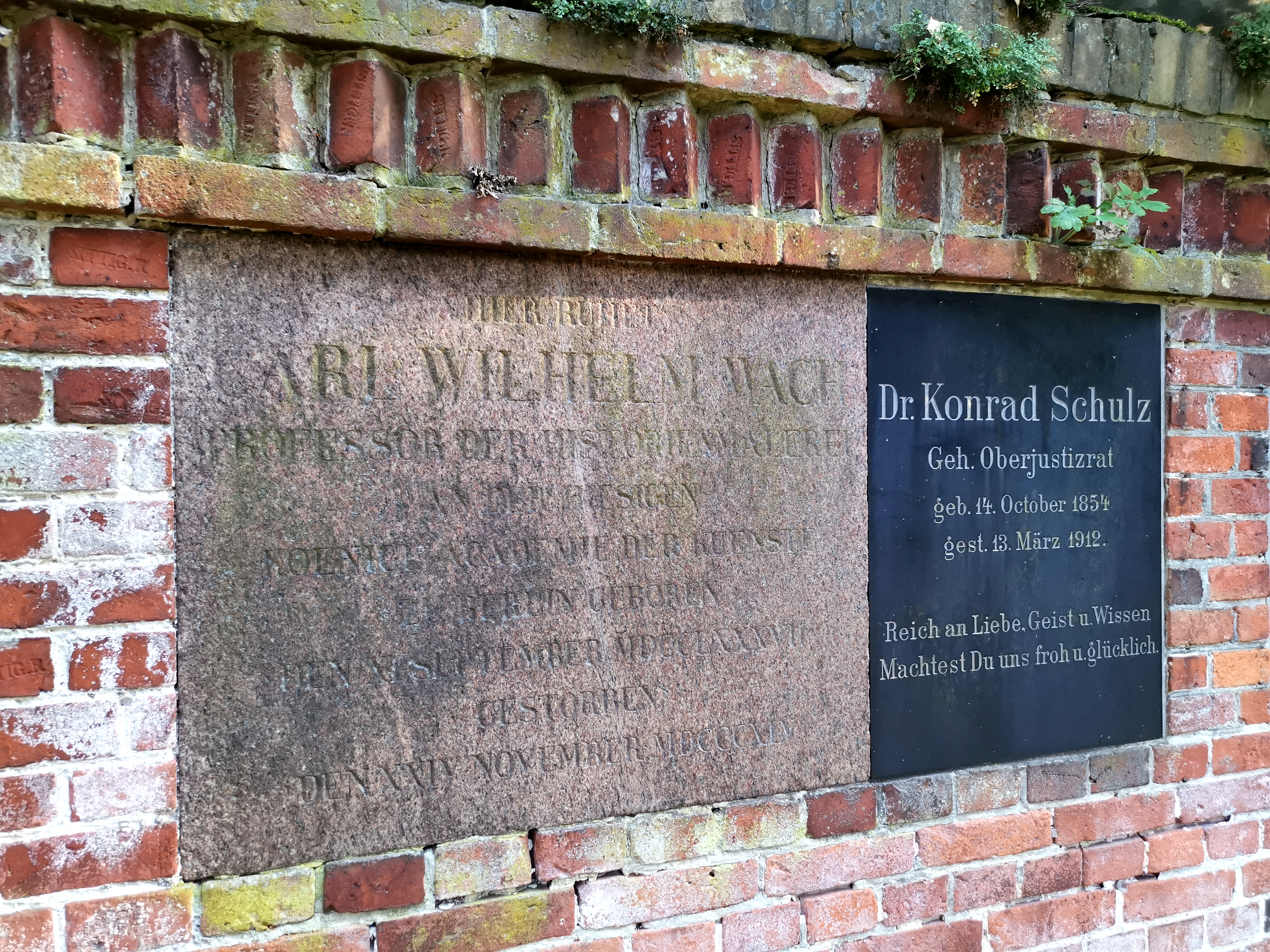
Grabstelle auf dem Friedrichswerderschen Friedhof an der Bergmannstraße (Berlin-Kreuzberg), Feld G-Reihe 1-Mauer, G 4

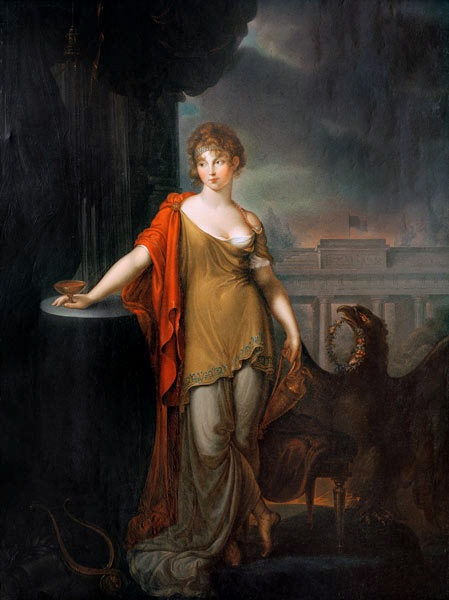
Königin Luise, 1812

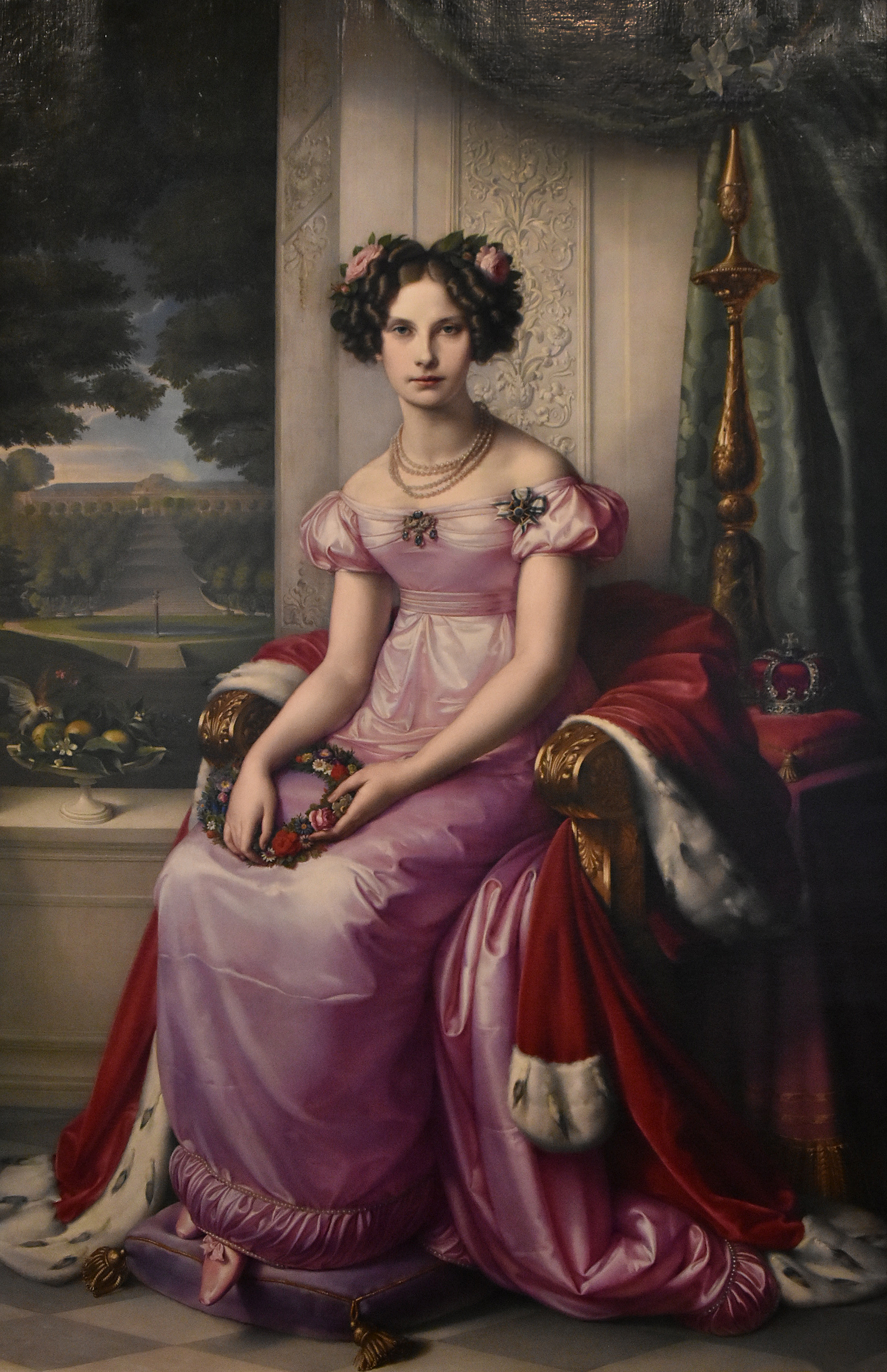
Prinzessin Luise von Preußen, um 1825

Karl Wilhelm Wach (* 11. September 1787 in Berlin; † 24. November 1845 ebenda), zu seiner Zeit meist Wilhelm Wach genannt, war ein deutscher Maler und ein Vertreter des Klassizismus.

## Leben
Wilhelm Karl Wach kam als Sohn des preußischen Oberauditeurs im Regiment Gensd'armes und Kriegsrats Johann Heinrich George Wach (* um 1751; † 27. Mai 1812) und der Friederike Charlotte Wach, geb. Feigen, zur Welt. Seine jüngeren Schwestern waren Caroline Amalia Maria Charlotte Wach (* 24. Januar 1786), später verheiratete Pfützenreuter, und die später als Schriftstellerin berühmt gewordene Henriette Wach, gesch. Paalzow (1792–1847).
Wach studierte Kunst an der Akademie seiner Heimatstadt und war dort Schüler des Malers Karl Kretschmar. Durch dessen Fürsprache bekam Wach bereits mit zwanzig Jahren den Auftrag, für die Dorfkirche Paretz ein Altarbild zu schaffen; es entstand 1807 ein „Christus mit vier Aposteln“.
Vier Jahre später gelang Wach mit seinem Porträt der Königin Luise sein künstlerischer Durchbruch.
Beim Ausbruch der Befreiungskriege von 1813 bis 1815 trat er, ähnlich wie viele Künstler seiner Zeit, in die neu gegründete preußische Landwehr ein und wurde Offizier im vierten kurmärkischen Landwehrregiment unter Graf Tauentzien. Nach der Verbannung Napoleons nach Elba lag sein Regiment im Jahre 1814 am Niederrhein. Das ermöglichte dem Maler eine Studienreise in die Niederlande. Nach dem endgültigen Sieg über Napoleon schied Wach aus der Armee aus und ließ sich in Paris nieder.
Wilhelm Wach befreundete sich mit Wilhelm Hensel und die beiden wurden Schüler von Jacques Louis David. Nachdem David nach der Restauration als ehemaliger Anhänger der Französischen Revolution aus Frankreich verbannt worden war, studierten beide bei Antoine-Jean Gros. Durch seine Lehrer wurde Wach an die Technik des französischen Klassizismus herangeführt. Nachdem er ein Stipendium des Königs Friedrich Wilhelm III. erhalten hatte, reiste Wach im Jahr 1817 durch die Schweiz nach Italien, um dort vor allem die Künstler aus dem Quattrocento zu studieren. Den stärksten Einfluss – nach eigenen Aussagen – bewirkte aber Raffael.
Nach zwei Jahren kehrte Wach 1819 nach Berlin zurück und ließ sich dort als freischaffender Künstler nieder. Der erste große Auftrag war die Ausgestaltung des Königlichen Schauspielhauses. Wach schuf dafür ein Deckengemälde mit den neun Musen; (der Kupferstecher Joseph Caspar schuf 1877 davon einen bekannten Stich).
Auf Anordnung des preußischen Königs Friedrich Wilhelm III. wurde Wach eine große Halle mit Wohnung zur Verfügung gestellt, in der dieser dann sein Atelier einrichtete. Durch seinen Einfluss und seine vielen Schüler bedingt, wurde dieses Atelier bald zu einer Schule. Bis 1837 hatte er beinahe siebzig Schüler, welche fast alle später als Künstler Karriere machten.
Seine Tätigkeit als Lehrer beeinträchtigte sein künstlerisches Schaffen nicht im mindesten. Wach wurde schon bald mit dem Titel Professor geehrt und 1820 von der Königlich Preußischen Akademie der Künste zum Mitglied ernannt. Anlässlich seines vierzigsten Geburtstages avancierte Wach offiziell zum königlichen Hofmaler.
Die offizielle Kunstkritik, aber auch das Publikum schätzte Wach vor allem als Porträtisten im Stile Raffaels. Wach ist nicht als genialer Schöpfer neuer Ideen, sondern eher als Eklektiker zu sehen. Er verstand es, geistreich über die Kunst zu reden und wirkte damit anregend auf das Berliner Kunstleben ein. Zehn Jahre hindurch gehörte er der Kommission zur Anordnung der Sammlungen im Königlichen Museum an. Vom Jahre 1840 an berief ihn die Königlich Preußische Akademie der Künste zu ihrem Vizedirektor, dieses Amt bekleidete er bis an sein Lebensende. Er war auch ab 1826 Mitglied der Gesetzlosen Gesellschaft zu Berlin.
Karl Wilhelm Wach wurde, wie auch seine Schwester Henriette Paalzow, auf dem Friedrichswerderschen Friedhof in Berlin-Kreuzberg beigesetzt. Das Familiengrab ist bis auf die steinerne verwitterte Inschriftentafel in der südlichen inneren Einfassungsmauer allerdings nicht mehr erhalten.

## Werke (Auswahl)
- Porträt des preußischen Generalmajors Carl von Clausewitz (um 1818)
- Das Abendmahl und die Auferstehung Christi (in der evangelischen St. Peter-Paulskirche in Moskau)
- Madonna mit Kinde (begonnen 1825 als Hochzeitsgeschenk der Stadt Berlin für die Prinzessin Luise von Preußen, vollendet 1827 als Allegorie. Stiftung der christlichen Kirche)
- Anna Gräfin Raczyńska (1827, Muzeum Narodowe w Poznaniu)
- Die drei himmlischen Tugenden (1830, Friedrichswerdersche Kirche in Berlin)
- Christus mit seinen Jüngern
- Psyche von Amor überrascht
- Eine lebensgroße Nymphe
- Johannes in der Wüste (1838)
- Judith mit dem Haupte des Holofernes (1838)